# Krotz Springs
Krotz Springs es un pueblo ubicado en la parroquia de St. Landry en el estado estadounidense de Luisiana. En el Censo de 2010 tenía una población de 1198 habitantes y una densidad poblacional de 266,91 personas por km².

## Geografía
Krotz Springs se encuentra ubicado en las coordenadas 30°31′46″N 91°45′18″O / 30.52944, -91.75500. Según la Oficina del Censo de los Estados Unidos, Krotz Springs tiene una superficie total de 4.49 km², de la cual 4.48 km² corresponden a tierra firme y (0.29%) 0.01 km² es agua.

## Demografía
Según el censo de 2010, había 1198 personas residiendo en Krotz Springs. La densidad de población era de 266,91 hab./km². De los 1198 habitantes, Krotz Springs estaba compuesto por el 98.75% blancos, el 0.17% eran afroamericanos, el 0.33% eran amerindios, el 0.42% eran asiáticos, el 0% eran isleños del Pacífico, el 0% eran de otras razas y el 0.33% pertenecían a dos o más razas. Del total de la población el 1.5% eran hispanos o latinos de cualquier raza.